# 平等派

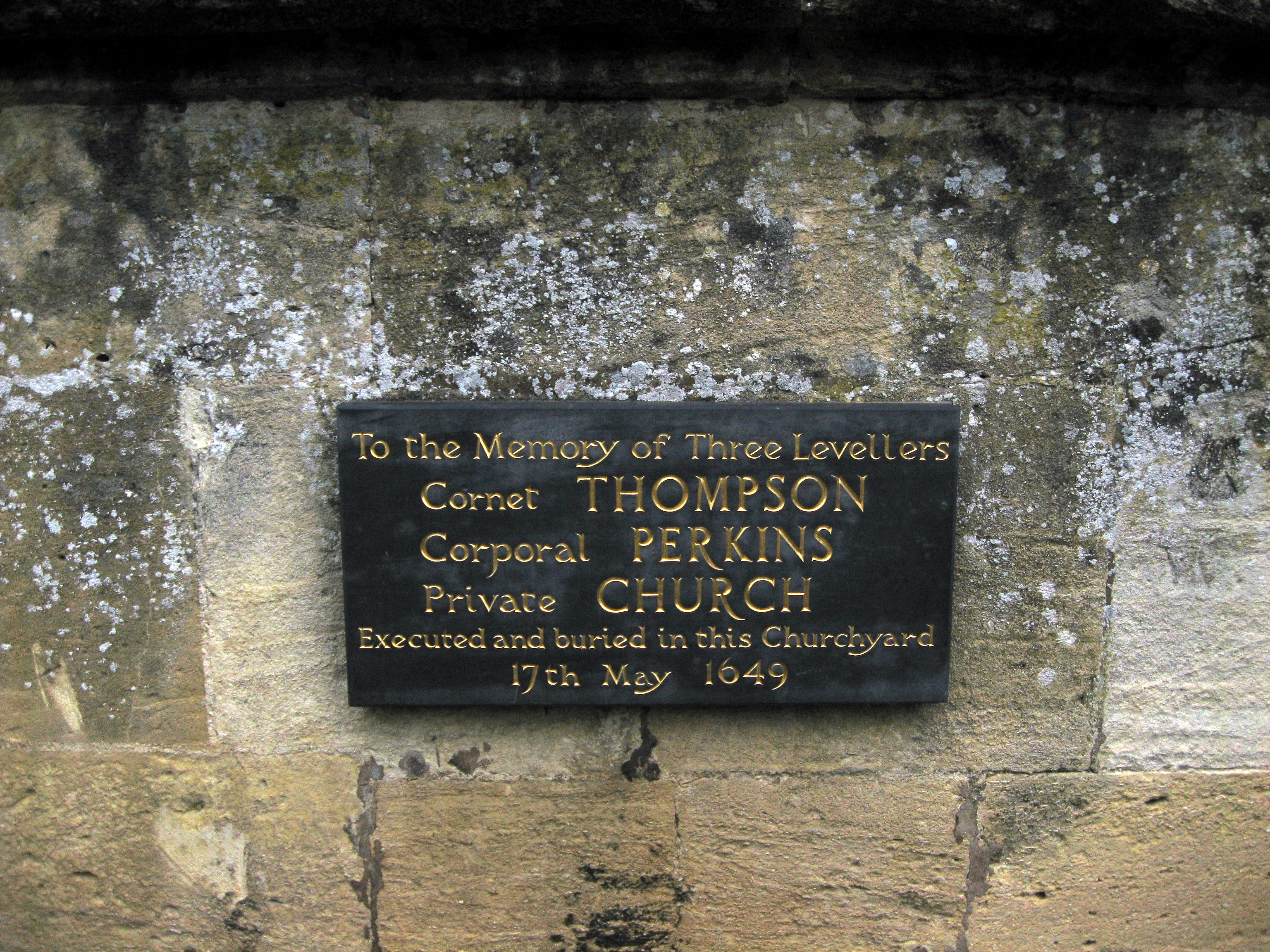
克倫威爾在英國伯福德為平等派所設立的紀念石碑

平等派（英語：Levellers）是英國內戰中出現的一個政治運動。其主要理念是在強調人權及選舉權的普及，並強調在法律面前人人平等與對其他宗教的宽容，他們認為其起源來自於英國的人民協定，主要支持者來自新模范军，领导人为约翰·李尔本。而這一個運動在在英國內戰以後開始向外影響並開始開始盛行，直到二戰前夕因為國際氛圍的混亂開始沒落。

平等派並不是一個政黨，因為其沒有特定的宣言，只有一系列的理念。他們在倫敦的一些旅館或咖啡廳有分部，並且以。从1648年7月至1649年9月，他们在所創立的溫和報上宣傳自身的政治理念。但因為嚴重威脅到保皇派，因此遭到查理一世的大力鎮壓而開始沒落，1650年以後基本上主要勢力被清除。